# Lê Bá Phẩm
Lê Bá Phẩm (? - 1820) là đại thần nhà Nguyễn trong lịch sử Việt Nam.

## Tiểu sử
Ông là người huyện Bình Dương, thuộc Gia Định xưa; nay là huyện Hóc Môn, Thành phố Hồ Chí Minh.
Là một trong số học trò giỏi  của nhà giáo Võ Trường Toản, ông đã từng theo phò chúa Nguyễn Phúc Ánh khi còn đánh nhau với nhà Tây Sơn.
Sau khi chúa Nguyễn trên lên ngôi lấy niên hiệu là Gia Long, ông được cử làm Quốc Giám Thị học ở Huế, rồi đổi sang làm việc ở Viện Hàn Lâm.
Được nhà vua và triều đình tin cậy, ông lần lượt được giữ các chức vụ sau: Ký lục dinh Trấn Định (năm 1808, đổi thành trấn Định Tường), Cai bộ ở Quảng Nam, Tả Tham tri bộ Hình, Hiệp trấn Thanh Hóa (sau khi đi sứ sang nhà Thanh), Tham biện sự vụ ở bộ Hình và bộ Hộ, Hình tào ở Gia Định, Hiệp trấn Nghệ An.
Năm Minh Mệnh thứ nhất (Canh Thìn, 1820), thăng ông làm Thượng thư bộ Hình .
Theo sử nhà Nguyễn, vào năm Giáp Tý (1804), ông được sung làm Chánh sứ sang nhà Thanh (Trung Quốc). Sử thần chép: 
"Cho Lê Bá Phẩm sung chức Chánh sứ, Trần Minh Nghĩa và Nguyễn Đăng Đệ sung chức Giáp Ất Phó sứ, đem thư và phẩm vật sang tạ vua Tàu (gồm 200 lượng vàng, 1.000 lượng bạc, lụa và the mỗi thứ 100 cây, hai cái sừng tê ngưu, ngà voi quế tốt mỗi thứ 100 cân). Lại dâng 2 lễ cống năm Quý Hợi và năm Ất Sửu luôn" .
Đầu đời Minh Mạng (Canh Thìn, 1820), Lê Bá Phẩm mất, được truy tặng Hiệp biện Đại học sĩ, thụy là Cẩn Hậu .